# 1438년

## 연호
- 명(明) 정통(正統) 3년
- 일본(日本) 에이쿄(永享) 10년
- 후 레 왕조(後黎朝) 티에우빈(紹平) 5년

## 기년
- 명(明) 영종 정통제(英宗 正統帝) 3년
- 조선(朝鮮) 세종(世宗) 20년
- 후 레 왕조(後黎朝) 태종(太宗) 5년

## 탄생
- 10월 12일 - 조선의 추존왕 덕종(德宗). (~1457년)

## 사망
- 10월 22일 - 조선의 문신 맹사성. (1360년~)